# Spirostreptus amphobolinus
Spirostreptus amphobolinus är en mångfotingart som beskrevs av Karsch. Spirostreptus amphobolinus ingår i släktet Spirostreptus och familjen Spirostreptidae. Inga underarter finns listade i Catalogue of Life.